# Färist
Detta är en artikel om väganordningen färist, för brandväggen se artikeln Färist (brandvägg)

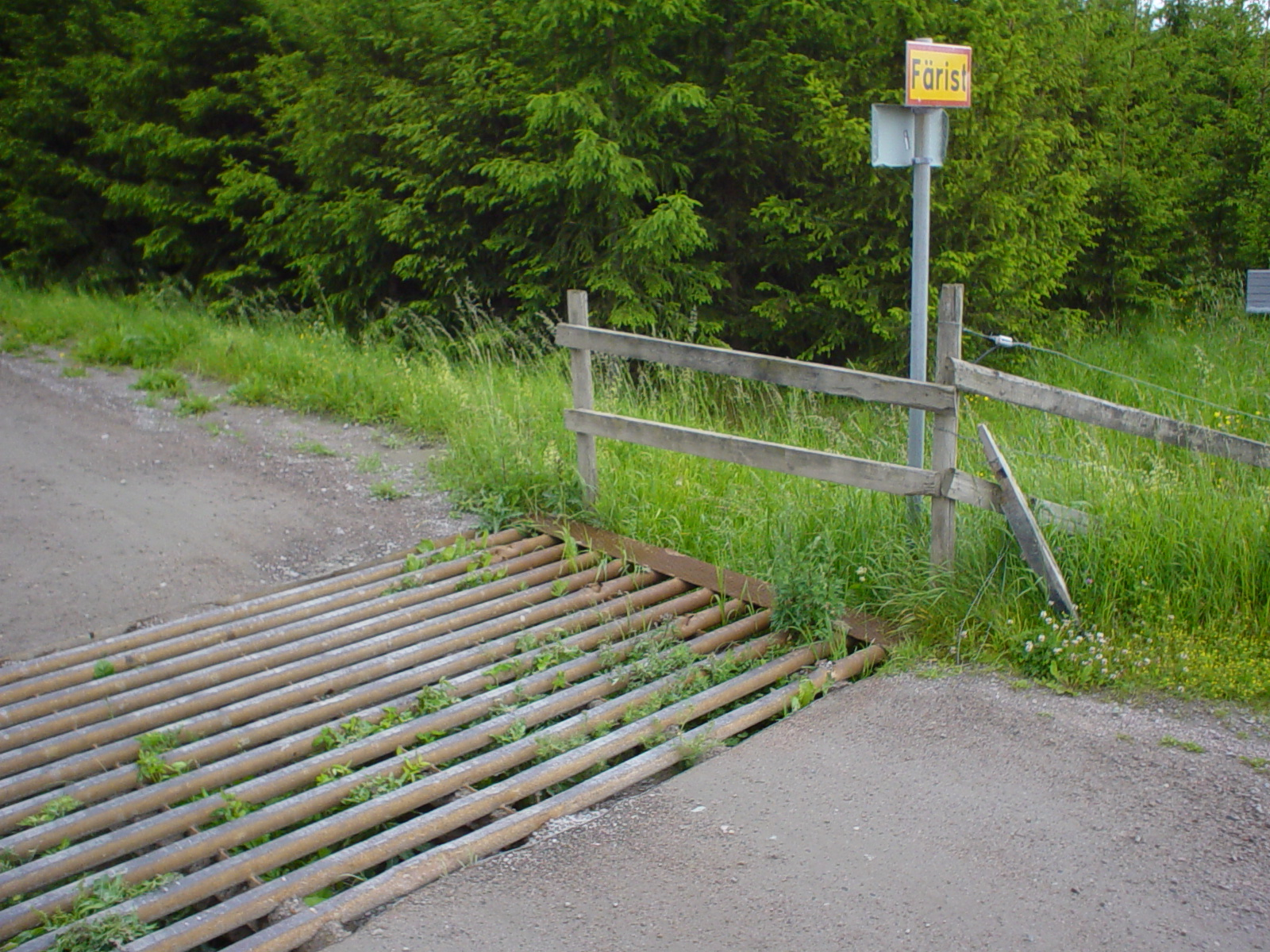
Färist

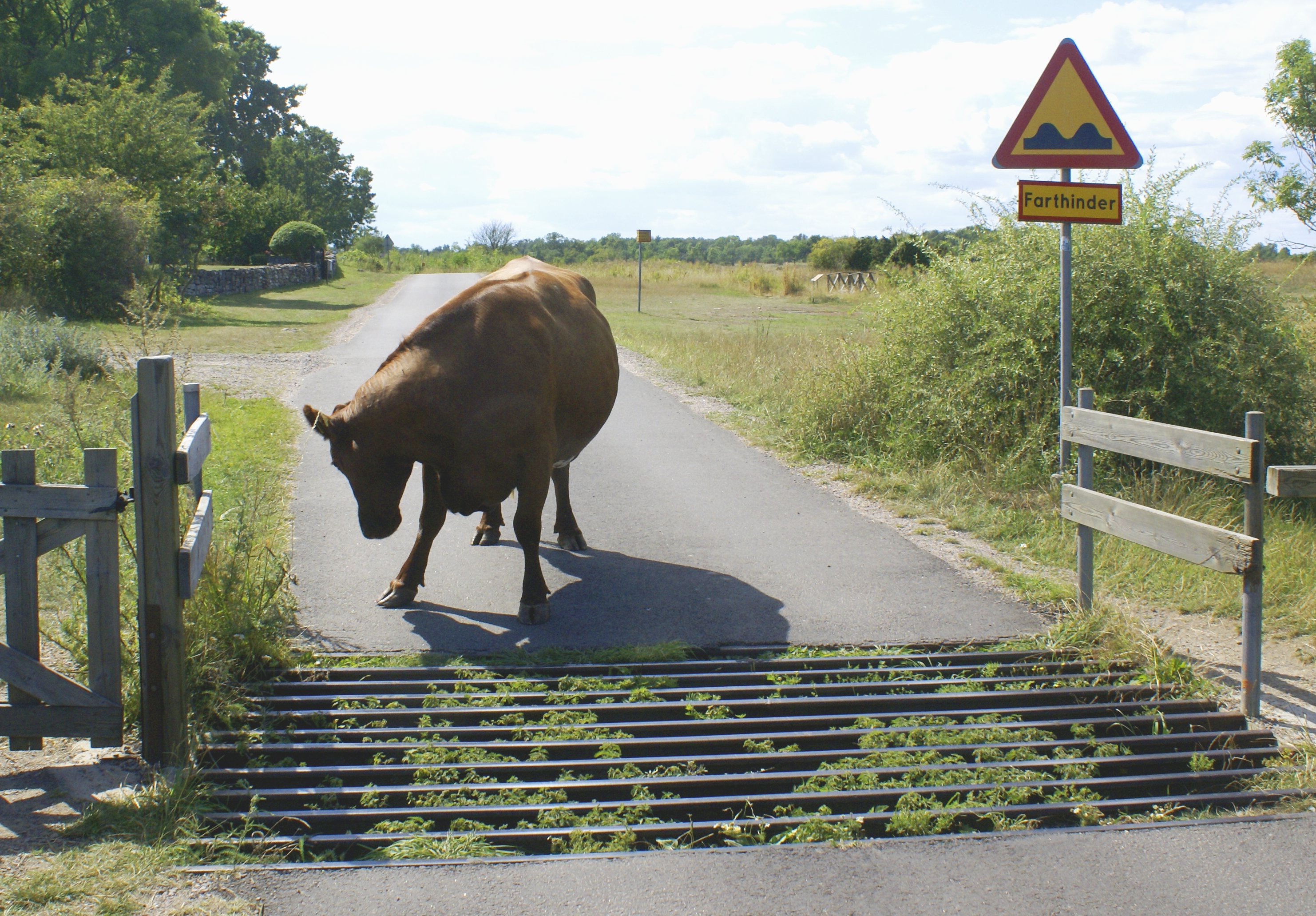
Färist

Färist, ibland endast rist, kallas ett galler eller annan anordning som placerats så att det finns ett mellanrum mellan detta och marken därunder, i vägbanan. Själva risten behöver inte spärras med grind eller bom utan stoppar ändå klövdjur, vilka undviker att gå på risten. De finns för att hindra djur från att passera gränsen till det område de får beta.
Det första belägget för ordet färist är från 1965. I en annan källa uppges dock att det inte råder något tvivel om att ordet använts regionalt i olika delar av Sverige långt tidigare än så. Ordet är inlånat från det norska ordet ferist, efter fe=fä/husdjur och rist=galler/skakanordning.